# طوطی ناندای
طوطی ناندای (نام علمی: Aratinga nenday) نام یک گونه از تیره طوطیان راستین است.